# Criquebeuf-en-Caux
Pour les articles homonymes, voir Criquebeuf.
Criquebeuf-en-Caux est une commune française située dans le département de la Seine-Maritime en région Normandie.

## Géographie
|       | Manche             | Saint-Léonard |
| Yport | Criquebeuf-en-Caux | Saint-Léonard |
|       | Saint-Léonard      | Saint-Léonard |

### Hydrographie
La commune est située dans le bassin Seine-Normandie. Elle n'est drainée par aucun cours d'eau,.

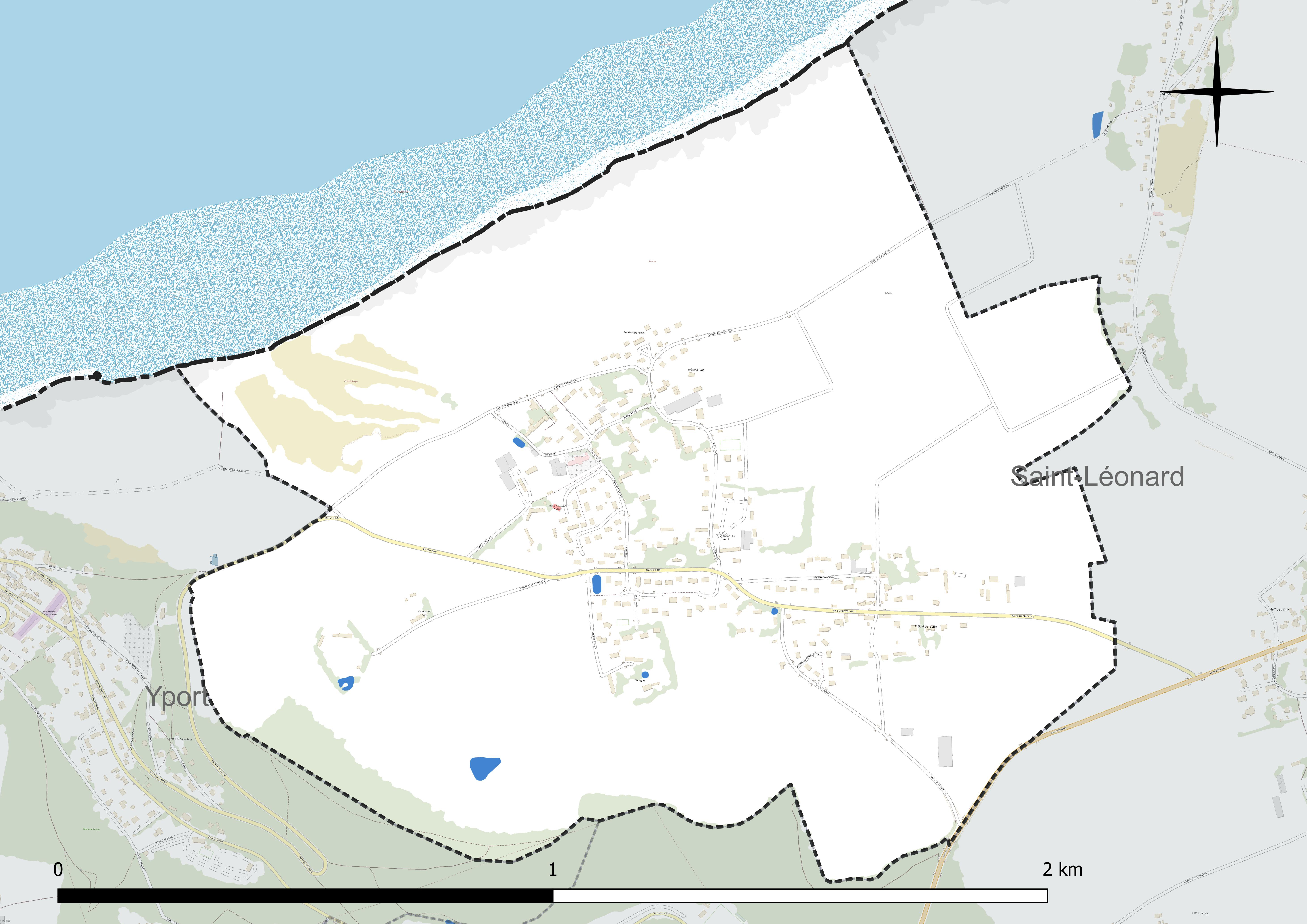
Réseau hydrographique de Criquebeuf-en-Caux.

### Climat
Pour des articles plus généraux, voir Climat de la Normandie et Climat de la Seine-Maritime.
En 2010, le climat de la commune est de type climat océanique franc, selon une étude du CNRS s'appuyant sur une série de données couvrant la période 1971-2000. En 2020, Météo-France publie une typologie des climats de la France métropolitaine dans laquelle la commune est exposée à un climat océanique et est dans la région climatique Côtes de la Manche orientale, caractérisée par un faible ensoleillement (1 550 h/an) ; forte humidité de l’air (plus de 20 h/jour avec humidité relative > 80 % en hiver), vents forts fréquents. Parallèlement le GIEC normand, un groupe régional d’experts sur le climat, différencie quant à lui, dans une étude de 2020, trois grands types de climats pour la région Normandie, nuancés à une échelle plus fine par les facteurs géographiques locaux. La commune est, selon ce zonage, exposée à un « climat maritime », correspondant au Pays de Caux, frais, humide et pluvieux, légèrement plus frais que dans le Cotentin.
Pour la période 1971-2000, la température annuelle moyenne est de 10,4 °C, avec une amplitude thermique annuelle de 12,8 °C. Le cumul annuel moyen de précipitations est de 923 mm, avec 12,6 jours de précipitations en janvier et 8,1 jours en juillet. Pour la période 1991-2020, la température moyenne annuelle observée sur la station météorologique la plus proche, située sur la commune de Octeville-sur-Mer à 26 km à vol d'oiseau, est de 11,5 °C et le cumul annuel moyen de précipitations est de 790,7 mm,. Pour l'avenir, les paramètres climatiques de la commune estimés pour 2050 selon différents scénarios d’émission de gaz à effet de serre sont consultables sur un site dédié publié par Météo-France en novembre 2022.

## Urbanisme

### Typologie
Au 1er janvier 2024, Criquebeuf-en-Caux est catégorisée commune rurale à habitat dispersé, selon la nouvelle grille communale de densité à sept niveaux définie par l'Insee en 2022.
Elle est située hors unité urbaine. Par ailleurs la commune fait partie de l'aire d'attraction de Fécamp, dont elle est une commune de la couronne,. Cette aire, qui regroupe 26 communes, est catégorisée dans les aires de moins de 50 000 habitants,.
La commune, bordée par la Manche, est également une commune littorale au sens de la loi du 3 janvier 1986, dite loi littoral. Des dispositions spécifiques d’urbanisme s’y appliquent dès lors afin de préserver les espaces naturels, les sites, les paysages et l’équilibre écologique du littoral, tel le principe d'inconstructibilité, en dehors des espaces urbanisés, sur la bande littorale des 100 mètres, ou plus si le plan local d’urbanisme le prévoit.

### Occupation des sols
L'occupation des sols de la commune, telle qu'elle ressort de la base de données européenne d’occupation biophysique des sols Corine Land Cover (CLC), est marquée par l'importance des territoires agricoles (77,2 % en 2018), en diminution par rapport à 1990 (80,1 %). La répartition détaillée en 2018 est la suivante : 
terres arables (76,8 %), zones urbanisées (17,4 %), forêts (3,6 %), zones humides côtières (1,8 %), zones agricoles hétérogènes (0,3 %). L'évolution de l’occupation des sols de la commune et de ses infrastructures peut être observée sur les différentes représentations cartographiques du territoire : la carte de Cassini (XVIIIe siècle), la carte d'état-major (1820-1866) et les cartes ou photos aériennes de l'IGN pour la période actuelle (1950 à aujourd'hui).

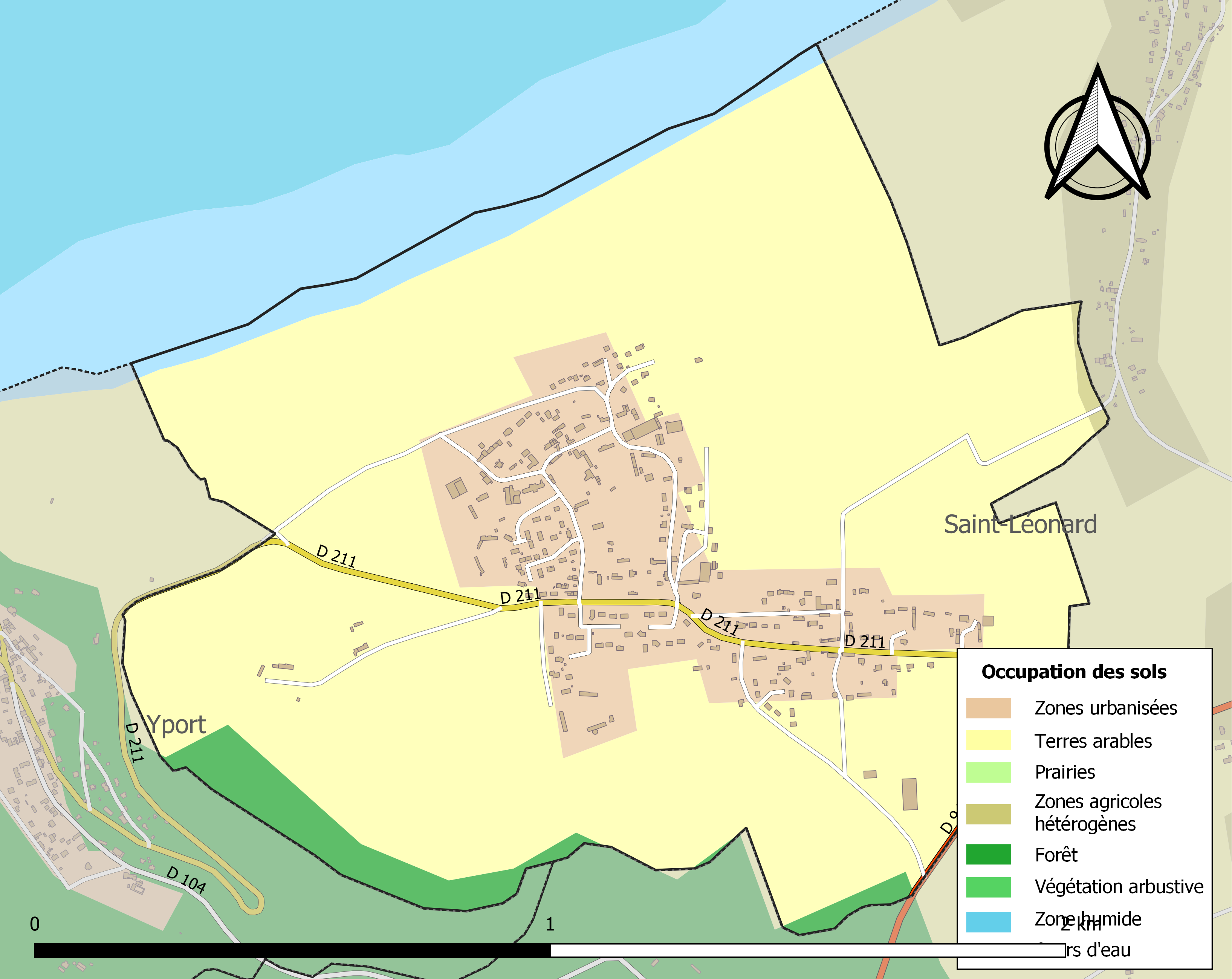
Carte des infrastructures et de l'occupation des sols de la commune en 2018 (CLC).

## Toponymie
Le village est, peut-être, mentionné en 1079 sous la forme latinisée à l'accusatif Cricheboum et sous les formes Crikebue fin XIIe siècle (Archives départementales de la Seine-Maritime, 19 H), Crikebovo en 1217 (Bib. Rouen ms. 1207 f. 48 v.), Criquebœf en 1250 (Arch. S.-M. 7 H), Criquebeuf en 1498 (Arch. S.-M. G 3267 ; 9489 ; 737).
Il s'agit d'une formation toponymique médiévale basée sur les éléments buth / both « maison, village » et kirkja « église » que l'on retrouve dans les Criquetot du pays de Caux, ainsi que dans Yvecrique et la Crique. Il faut comprendre pour le premier élément le vieux norrois de l'est *bóð, variante de búð.
Homonymie avec Criquebeuf-la-Campagne (Eure, Crichebu 1203, Criquebodium 1231, Criqueboie 1238, Crikebue 1240), Criquebeuf-sur-Seine (Eure, Crichebot 1063, Crikboe 1198 ?); Cricquebœuf (Calvados, Crikboe 1198 ?, Criquebuef 1200, Crequebœuf 1320), Criquebœuf XIVe siècle, Corquebutum XVIe siècle), tous situés dans la zone de diffusion des toponymes anglo-scandinaves.

## Histoire

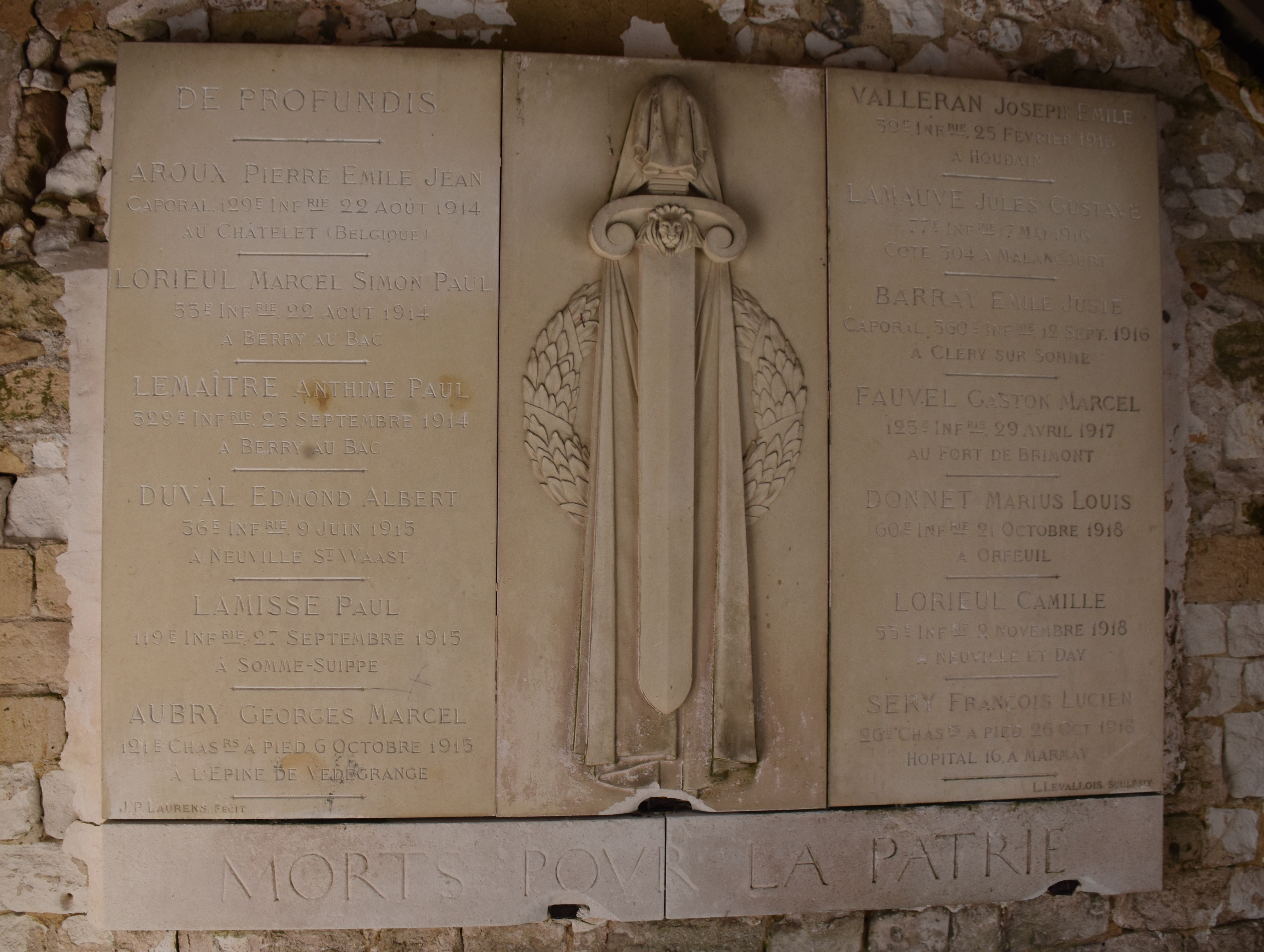
Plaque hommage 14-18 sous le porche de l'église.

Bien que le nom de la commune soit d'origine scandinave, les archéologues n'ont rien mis au jour qui date de cette période (Xe siècle vraisemblablement). L'abbé Cochet signale pourtant à proximité de l'église Saint-Martin, les vestiges d'une église antérieure, une motte féodale et les ruines de deux autres châteaux.
Par la prospection aérienne, les archéologues avaient repéré un rempart de terre large de 6 m à la base et encore haut de 1,20 m. Les fouilles menées sur le même site (la Cavée Rouge) en 1991 par J. P. Watté ont montré que le rempart a été construit en une seule fois, ensuite a été repéré un second tronçon de rempart à 150 m de là. On a trouvé sur le site : du charbon de bois, du blé carbonisé, quelques silex taillés, des dents de cheval et surtout un grand tesson en céramique tournée provenant de la base d'une jatte, qu'il est permis de dater de la fin de la Tène. Cet objet découvert dans la couche sableuse à la base de la levée de terre et au centre de celle-ci, permet donc de dater l'ensemble de la structure à la fin de l'âge du fer et non pas au Bronze final comme on le pensait auparavant.

## Politique et administration
| Période                                  | Période                    | Identité         | Étiquette | Qualité                                 |
| ---------------------------------------- | -------------------------- | ---------------- | --------- | --------------------------------------- |
| Les données manquantes sont à compléter. |                            |                  |           |                                         |
| 1881                                     | 1925                       | Georges Diéterle |           | architecte, artiste                     |
| Les données manquantes sont à compléter. |                            |                  |           |                                         |
| 1963                                     |                            | J. Paté          |           |                                         |
| Avant 1990                               | 1995                       | André Renault    |           | Postier, Footballeur                    |
| juin 1995                                | 2014                       | Michel Basille   |           |                                         |
| 2014                                     | mai 2020                   | Hervé Chedru     |           |                                         |

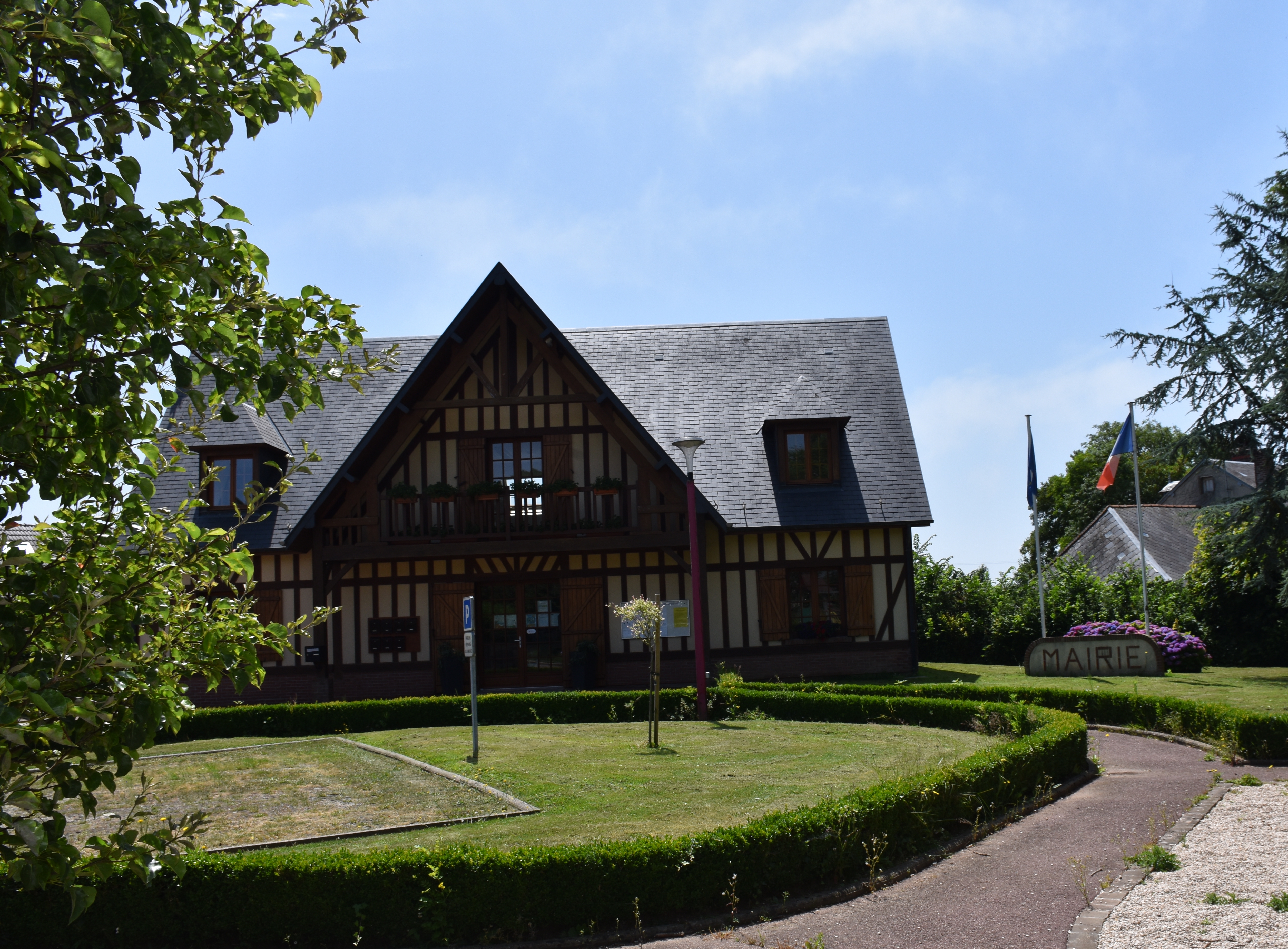
La mairie.

| juillet 2020                             | En cours (au 20 mars 2021) | Ludovic Bacq     |           | Cadre de l'administration pénitentiaire |

## Démographie
L'évolution du nombre d'habitants est connue à travers les recensements de la population effectués dans la commune depuis 1793. Pour les communes de moins de 10 000 habitants, une enquête de recensement portant sur toute la population est réalisée tous les cinq ans, les populations de référence des années intermédiaires étant quant à elles estimées par interpolation ou extrapolation. Pour la commune, le premier recensement exhaustif entrant dans le cadre du nouveau dispositif a été réalisé en 2007.

En 2022, la commune comptait 404 habitants, en évolution de +4,39 % par rapport à 2016 (Seine-Maritime : +0,35 %, France hors Mayotte : +2,11 %).
| 1793  | 1800  | 1806  | 1821  | 1831  | 1836  | 1841  | 1846 | 1851 |
| ----- | ----- | ----- | ----- | ----- | ----- | ----- | ---- | ---- |
| 1 437 | 1 500 | 1 522 | 1 619 | 1 727 | 1 838 | 1 827 | 263  | 269  |

| 1856 | 1861 | 1866 | 1872 | 1876 | 1881 | 1886 | 1891 | 1896 |
| ---- | ---- | ---- | ---- | ---- | ---- | ---- | ---- | ---- |
| 261  | 302  | 320  | 298  | 285  | 242  | 249  | 342  | 338  |

| 1901 | 1906 | 1911 | 1921 | 1926 | 1931 | 1936 | 1946 | 1954 |
| ---- | ---- | ---- | ---- | ---- | ---- | ---- | ---- | ---- |
| 358  | 388  | 355  | 225  | 229  | 241  | 240  | 227  | 214  |

| 1962 | 1968 | 1975 | 1982 | 1990 | 1999 | 2006 | 2007 | 2012 |
| ---- | ---- | ---- | ---- | ---- | ---- | ---- | ---- | ---- |
| 196  | 170  | 197  | 275  | 417  | 403  | 393  | 391  | 347  |

| 2017 | 2022 | - | - | - | - | - | - | - |
| ---- | ---- | - | - | - | - | - | - | - |
| 404  | 404  | - | - | - | - | - | - | - |

## Culture locale et patrimoine

### Lieux et monuments
- Église Saint-Martin.

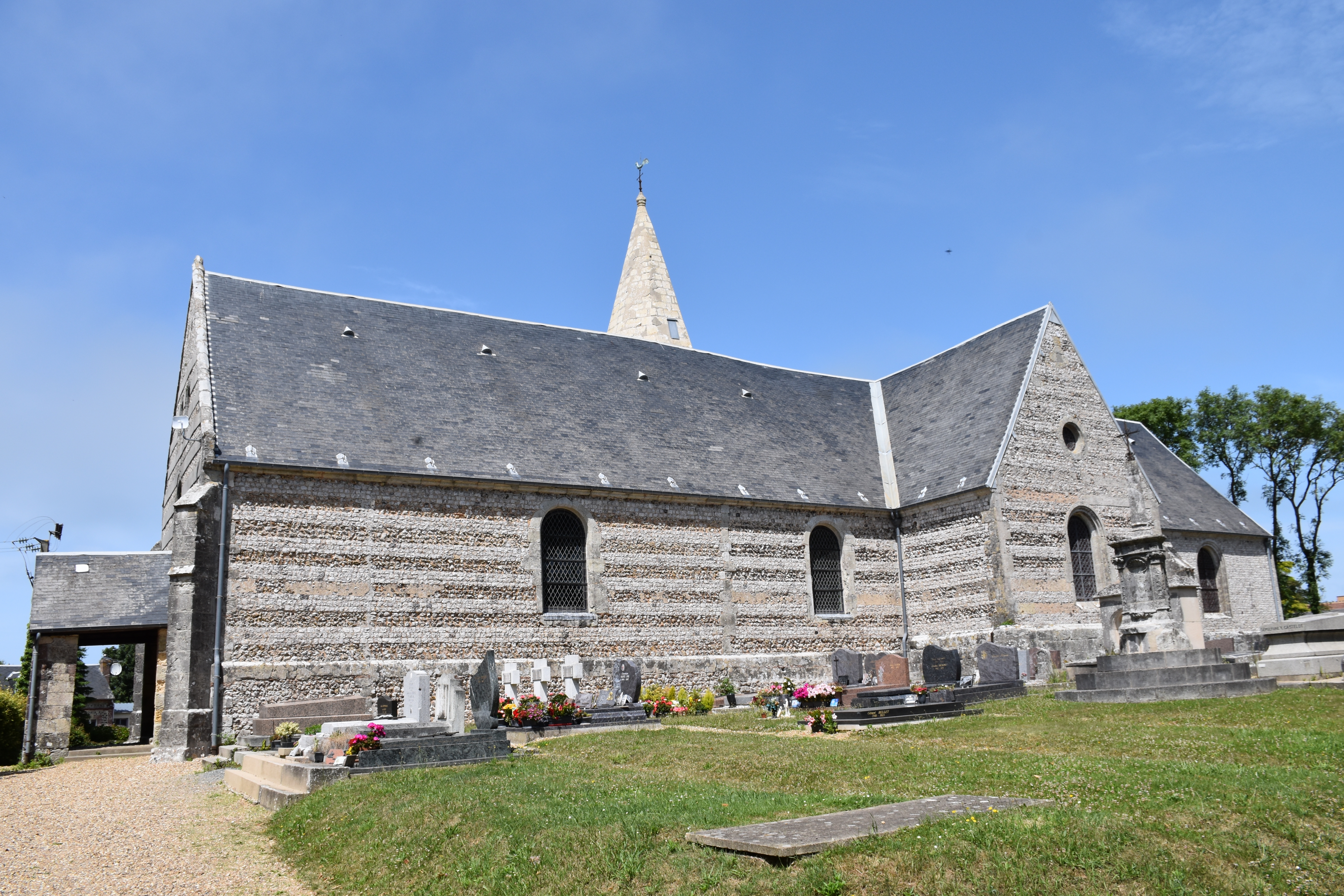
Vue du côté sud.
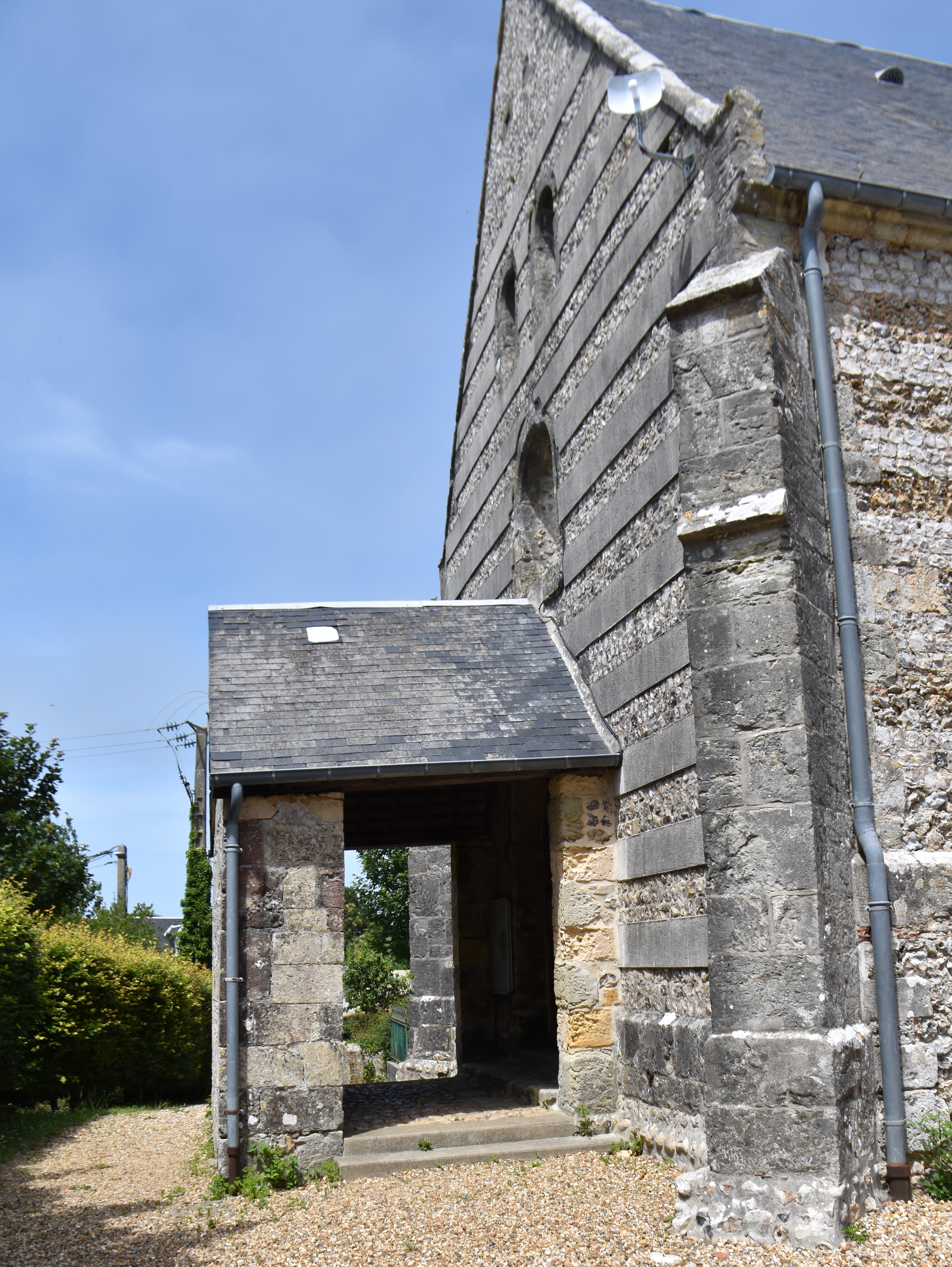
La façade et le porche couvert.
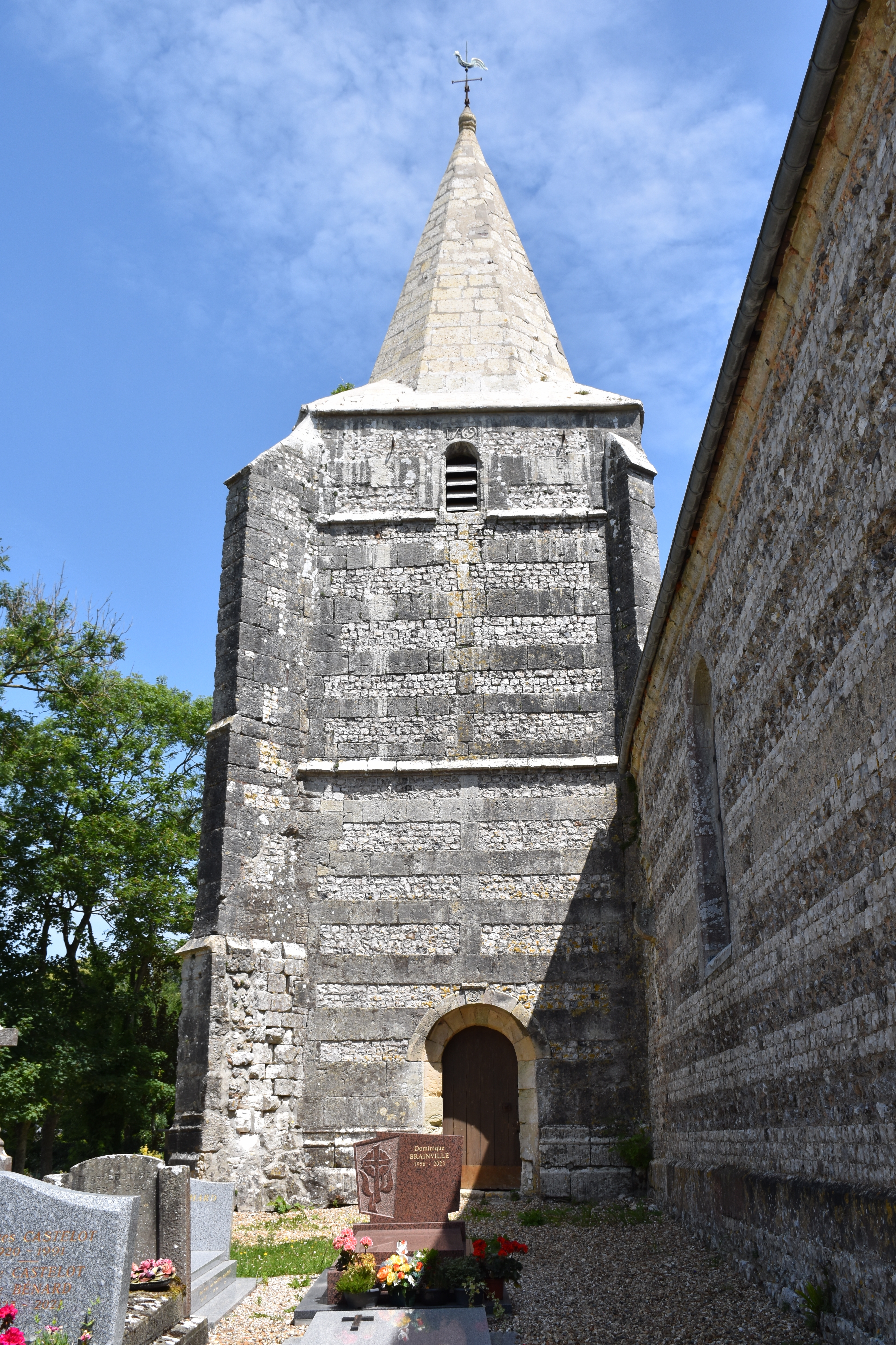
Le cocher flanqué sur le côté sud.
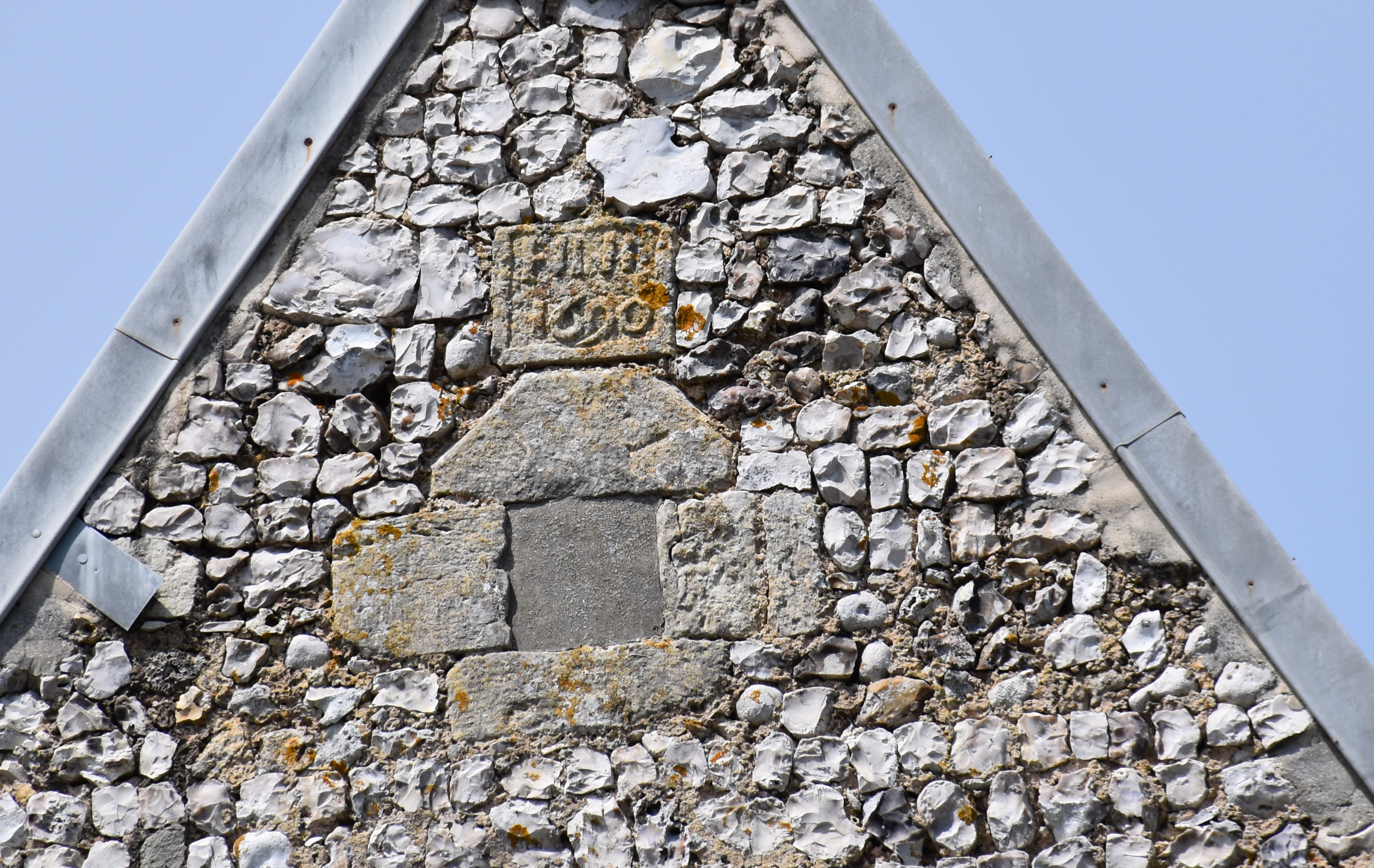
Pierre sculptée portant la date de 1690.
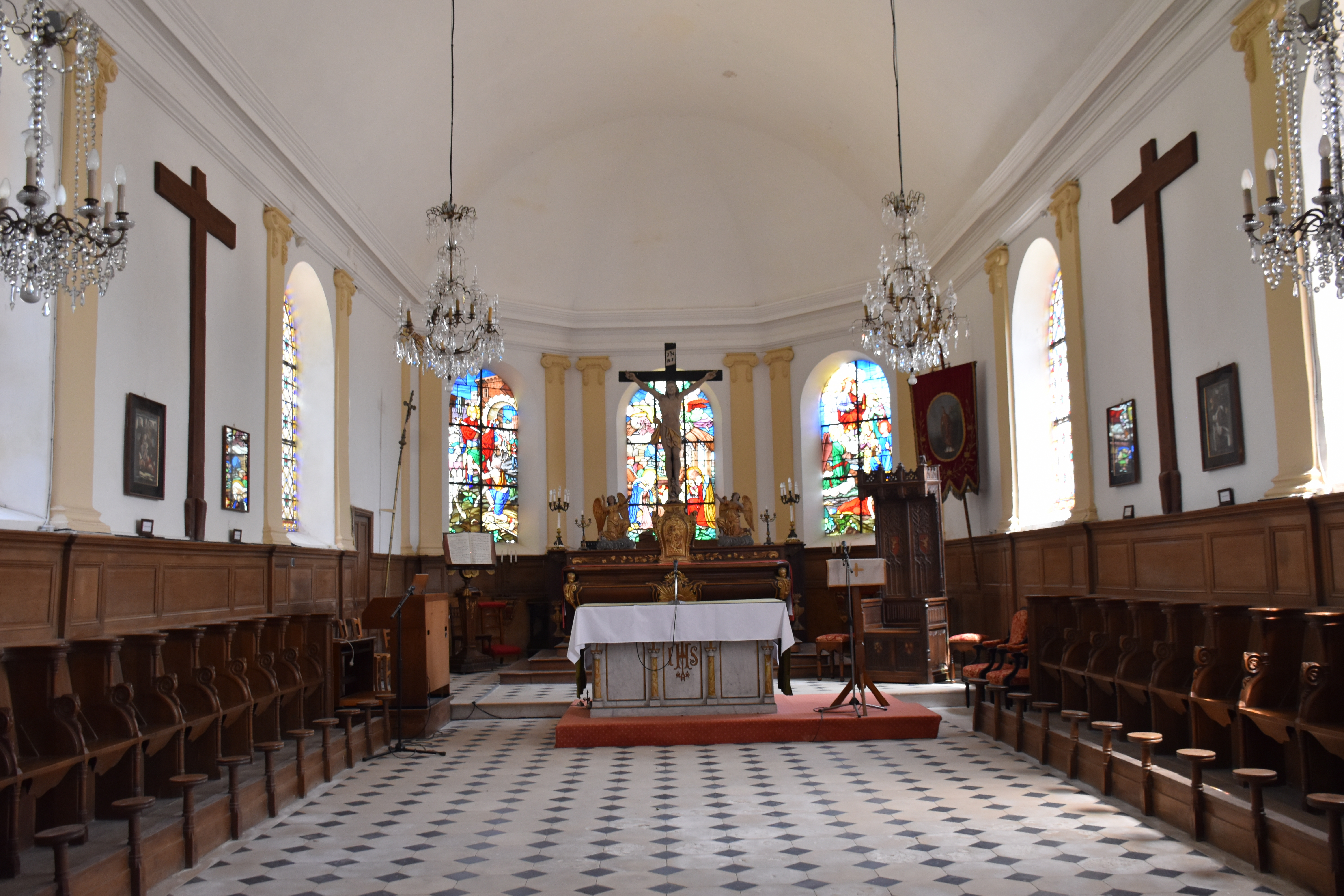
La nef.
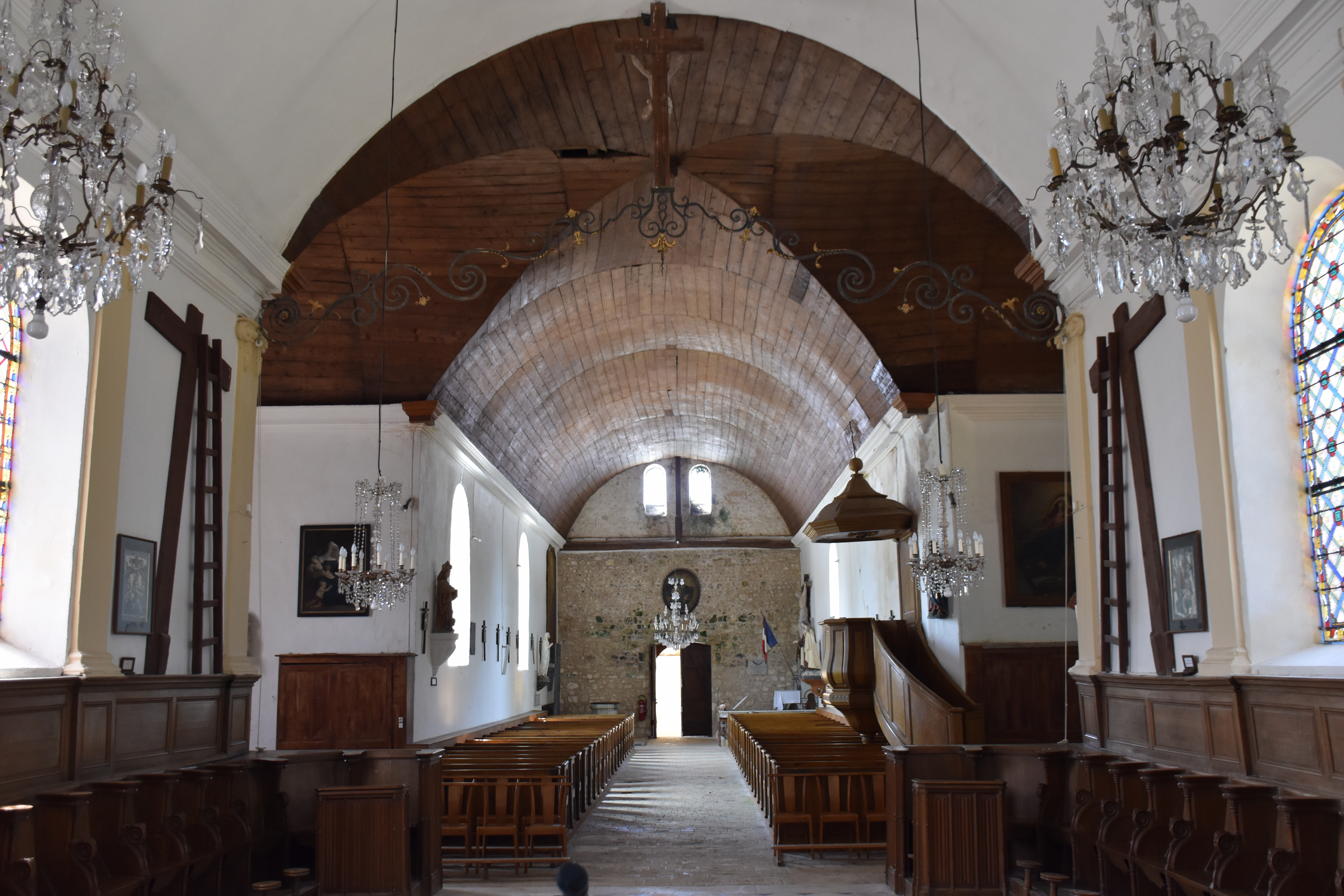
La nef côté porche.
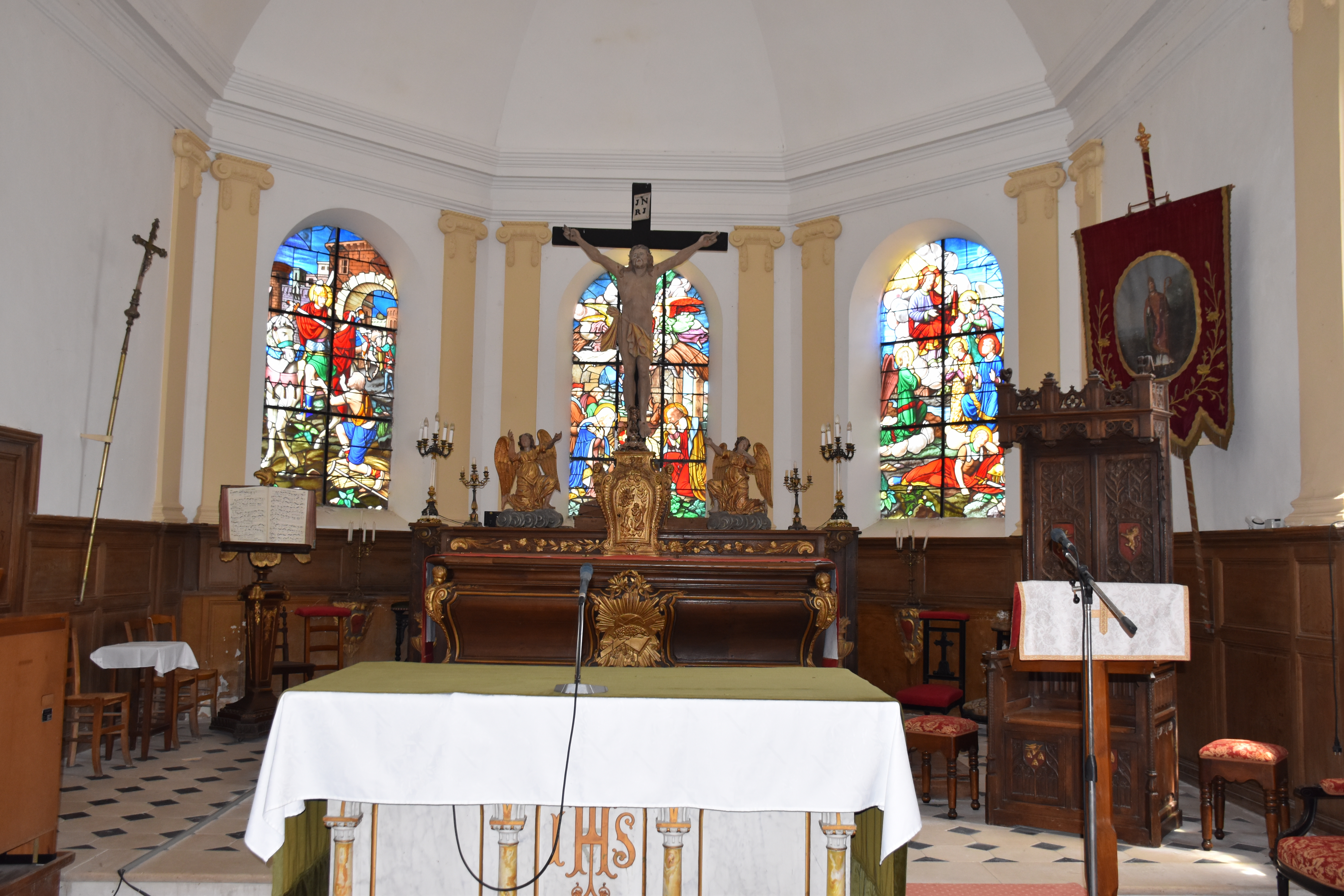
Le choeur.
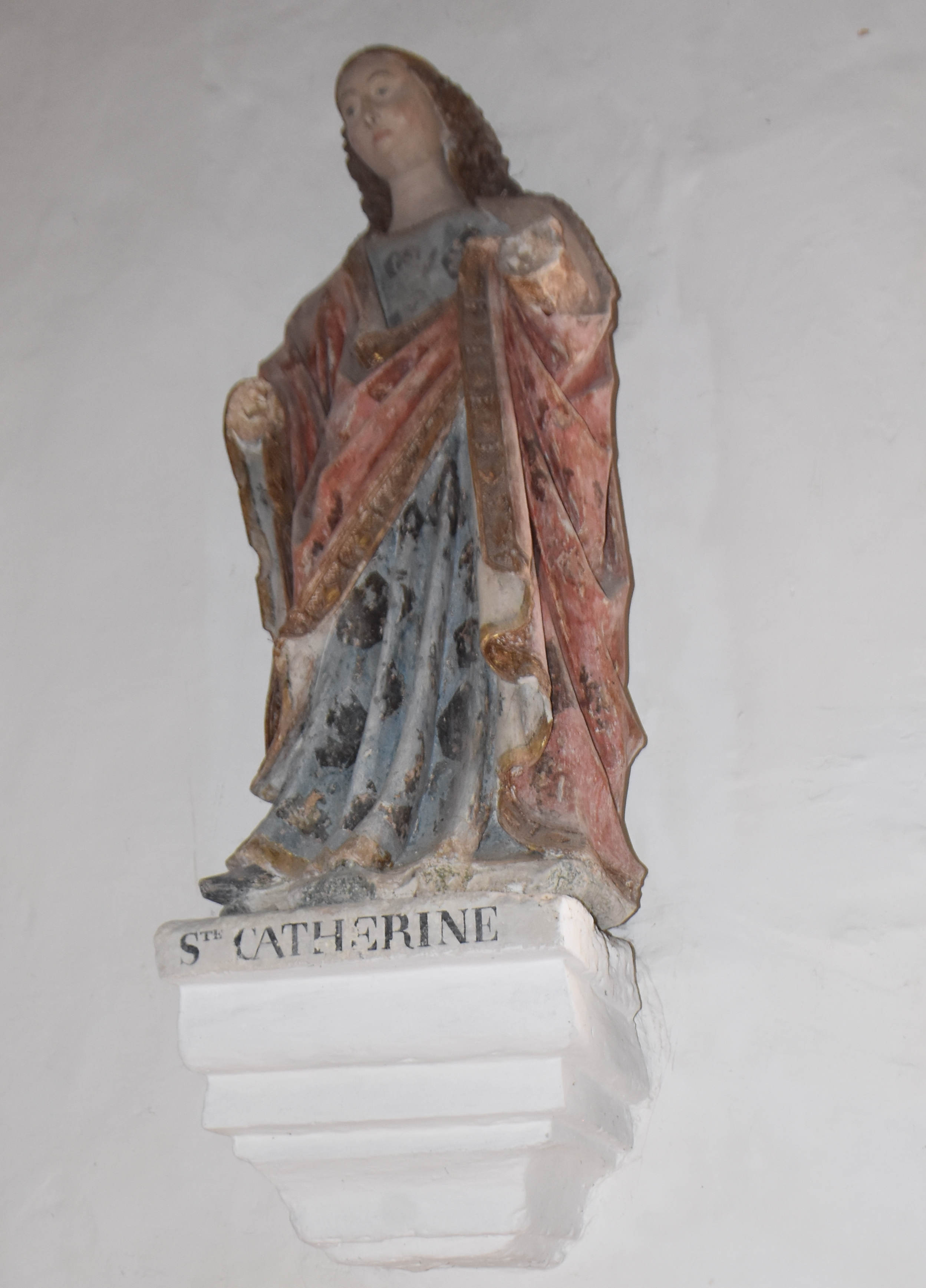
Statue de Sainte-Catherine (bois polychromé du XVIIè)

### Personnalités liées à la commune
- Georges Diéterle (25 mars 1844 à Paris - 30 juillet 1937 à Criquebeuf-en-Caux), maire de la commune de 1881 à 1925, artiste peintre, conservateur du musée de Fécamp de 1881 à 1931, fils de Jules-Pierre-Michel Dieterle. Inhumé à Criquebeuf-en-Caux avec son épouse Jeanne Lailler (12 octobre 1853 - 6 septembre 1914).
- Yvonne Diéterle-Laurens (7 mars 1882 à Paris - 23 novembre 1974 à Fontenay-aux-Roses), sculptrice et peintre française, fille de Georges Diéterle. Mariée avec le peintre Jean-Pierre Laurens à Criquebeuf-en-Caux le 6 mai 1912.
- Alice Élisabeth Louise Diéterle (7 février 1881 à Paris - 7 juin 1951 à Fontenay-aux-Roses), fille de Georges Diéterle. Mariée avec Raymond René Join (chimiste, directeur d'usine) à Criquebeuf-en-Caux le 2 juin 1916. Inhumée à Criquebeuf-en-Caux avec son époux Raymond Join (1er septembre 1891 - 30 octobre 1918) et son fils Raymond Join-Diéterle (1er juin 1919 - 24 juin 2004).

### Héraldique
| Armes de Criquebeuf-en-Caux | Les armes de la commune de Criquebeuf-en-Caux se blasonnent ainsi : D'azur au chevron d’argent accompagné, en chef de deux maillets d’or et en pointe d’un paon rouant du même. |